# Conhac e Liona
|  | No s'ha de confondre amb cognat. |

Conhat e Liona (en francès Cognat-Lyonne) és un municipi francès, situat al departament de l'Alier i a la regió d'Alvèrnia-Roine-Alps. L'any 2007 tenia 626 habitants.

## Demografia

### Població
El 2007 la població de fet de Cognat-Lyonne era de 626 persones. Hi havia 248 famílies de les quals 59 eren unipersonals (12 homes vivint sols i 47 dones vivint soles), 83 parelles sense fills, 94 parelles amb fills i 12 famílies monoparentals amb fills.
La població ha evolucionat segons el següent gràfic:
Habitants censats

### Habitatges
El 2007 hi havia 290 habitatges, 250 eren l'habitatge principal de la família, 11 eren segones residències i 29 estaven desocupats. 287 eren cases i 1 era un apartament. Dels 250 habitatges principals, 219 estaven ocupats pels seus propietaris, 28 estaven llogats i ocupats pels llogaters i 3 estaven cedits a títol gratuït; 2 tenien una cambra, 8 en tenien dues, 27 en tenien tres, 71 en tenien quatre i 143 en tenien cinc o més. 231 habitatges disposaven pel capbaix d'una plaça de pàrquing. A 94 habitatges hi havia un automòbil i a 133 n'hi havia dos o més.

### Piràmide de població
La piràmide de població per edats i sexe el 2009 era:
| Homes | Edats   | Dones |
| ----- | ------- | ----- |
| 0     | 95 o +  | 0     |
| 0     | 90 a 94 | 0     |
| 0     | 85 a 89 | 0     |
| 0     | 80 a 84 | 12    |
| 4     | 75 a 79 | 16    |
| 20    | 70 a 74 | 12    |
| 16    | 65 a 69 | 24    |
| 12    | 60 a 64 | 12    |
| 12    | 55 a 59 | 8     |
| 4     | 50 a 54 | 16    |
| 32    | 45 a 49 | 16    |
| 28    | 40 a 44 | 28    |
| 4     | 35 a 39 | 16    |
| 36    | 30 a 34 | 28    |
| 16    | 25 a 29 | 20    |
| 8     | 20 a 24 | 0     |
| 28    | 15 a 19 | 12    |
| 28    | 10 a 14 | 16    |
| 20    | 5 a 9   | 8     |
| 12    | 0 a 4   | 20    |

## Economia
El 2007 la població en edat de treballar era de 399 persones, 301 eren actives i 98 eren inactives. De les 301 persones actives 275 estaven ocupades (151 homes i 124 dones) i 26 estaven aturades (6 homes i 20 dones). De les 98 persones inactives 36 estaven jubilades, 34 estaven estudiant i 28 estaven classificades com a «altres inactius».

### Ingressos
El 2009 a Cognat-Lyonne hi havia 261 unitats fiscals que integraven 680 persones, la mediana anual d'ingressos fiscals per persona era de 18.321 €.

### Activitats econòmiques
Dels 24 establiments que hi havia el 2007, 9 eren d'empreses de construcció, 3 d'empreses de comerç i reparació d'automòbils, 3 d'empreses de transport, 3 d'empreses d'hostatgeria i restauració, 2 d'empreses immobiliàries, 3 d'empreses de serveis i 1 d'una empresa classificada com a «altres activitats de serveis».
Dels 11 establiments de servei als particulars que hi havia el 2009, 3 eren paletes, 2 guixaires pintors, 1 fusteria, 1 lampisteria, 1 electricista, 1 empresa de construcció i 2 restaurants.
L'any 2000 a Cognat-Lyonne hi havia 17 explotacions agrícoles que ocupaven un total de 924 hectàrees.

## Equipaments sanitaris i escolars
El 2009 hi havia una escola elemental.

## Poblacions més properes
El següent diagrama mostra les poblacions més properes.